# Islas Cooper
Las islas Cooper constituyen un archipiélago de pequeñas islas localizado a 1,6 km frente a la costa nororiental de la isla Attu. El grupo se extiende 0,48 km en el mar de Bering. Las islas fueron así bautizadas en 1855 por la goleta USS Fenimore Cooper, por el teniente William Gibson de la US Navy.
- Datos: Q534009